# Prismatolaimus matoni
Prismatolaimus matoni is een rondwormensoort uit de familie van de Prismatolaimidae. De wetenschappelijke naam van de soort is voor het eerst geldig gepubliceerd in 1979 door Mulk & Coomans.